# Torre de telecomunicaciones de Helsinki
La Torre de telecomunicaciones de Helsinki (Pasilan linkkitorni) es una torre de telecomunicaciones en el distrito de Pasila en Helsinki, Finlandia. Construido en 1983, mide 112 metros. Es la torre autoportante más alta del Gran Helsinki y el segundo más alto en Finlandia, después de Näsinneula en Tampere.